# Long Barrow von Notgrove

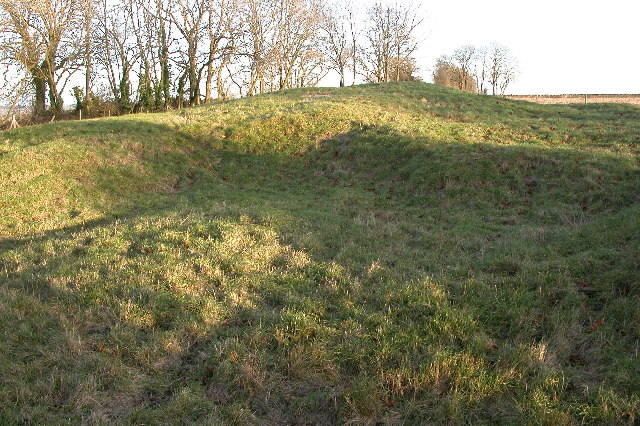
Notgrove Long Barrow

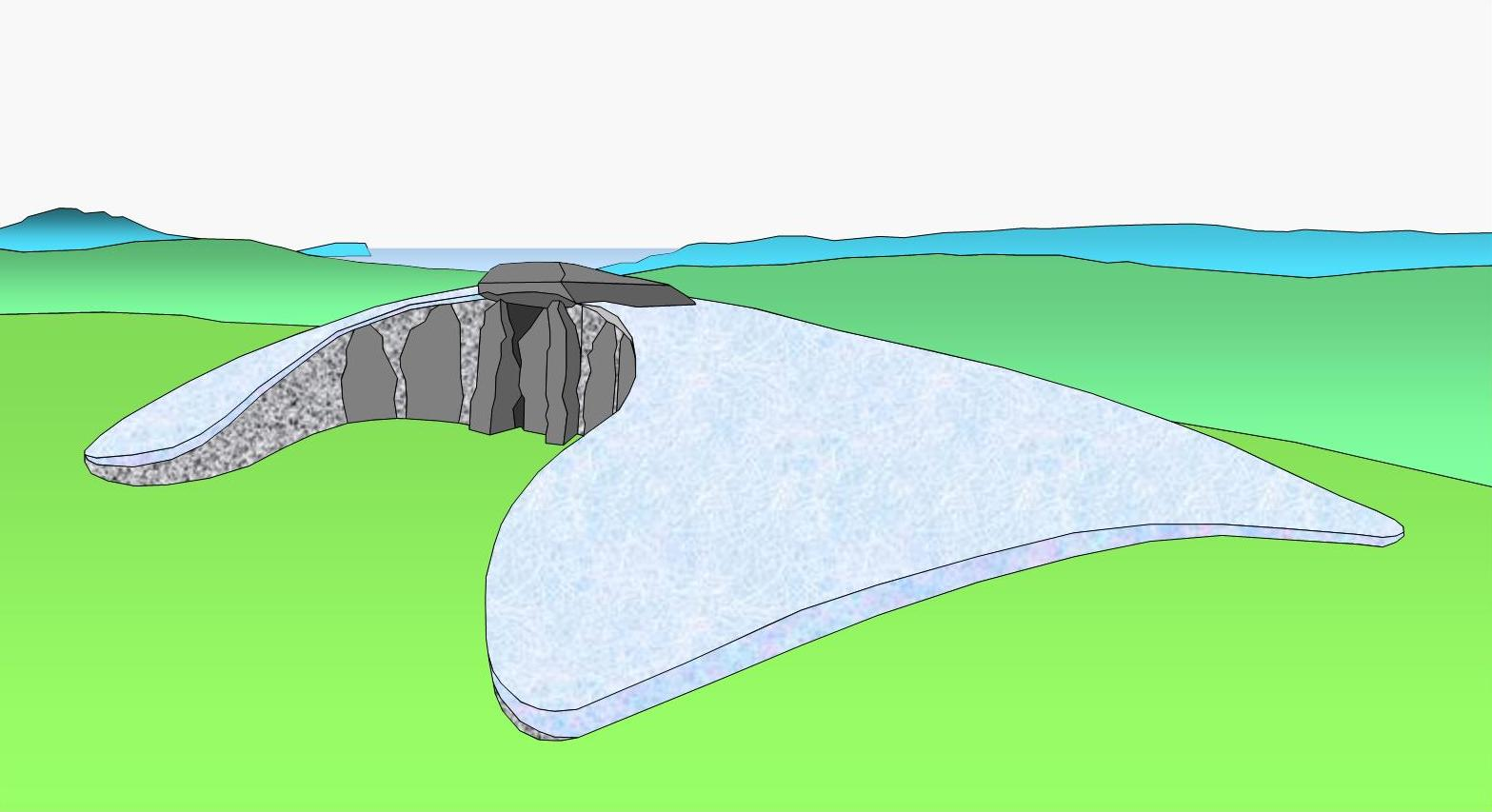
Schema Cotswold Severn Tomb

Der Long Barrow von Notgrove ist eine Megalithanlage vom Typ Cotswold Severn Tomb, die 1881 und 1934 bis 1935 ausgegraben wurde. Notgrove liegt westlich von Bourton-on-the-Water in Gloucestershire in England. Der trapezoide Erdhügel ist 46 m lang und 24 m breit. Er wurde außen von einer niedrigen Stützmauer aus Trockenmauerwerk gefasst. Heute ist an der Stelle nur ein grasbewachsener Erdhügel zu sehen. 
Ursprünglich war an der Stelle der Anlage ein Rundhügel mit einer Steinkiste, in der die Überreste eines alten Mannes lagen. Die Knochen einer jungen Frau waren an der Spitze des Hügels deponiert. Später wurde über dem Hügel ein West-Ost orientierter Long Barrow (deutsch „langer Erdhügel“) aufgeführt. An der Ostseite war ein gebogener Vorplatz mit einem schmalen Gang, der in eine Galerie mit Seitenkammern führt. Zwei Seitenkammerpaare sind wie im Long Barrow von Nympsfield und im Uley Long Barrow mit einer Endkammer kombiniert. 
Die Überreste von mindestens sechs Erwachsenen, dreier Kinder, eines neugeborenen Babys und viele Tierknochen wurden in den Kammern gefunden. Weitere sterbliche Überreste wurden auf dem Areal des Vorhofes zusammen mit Belegen von Bränden gefunden.